# コルネリウス・ネポス

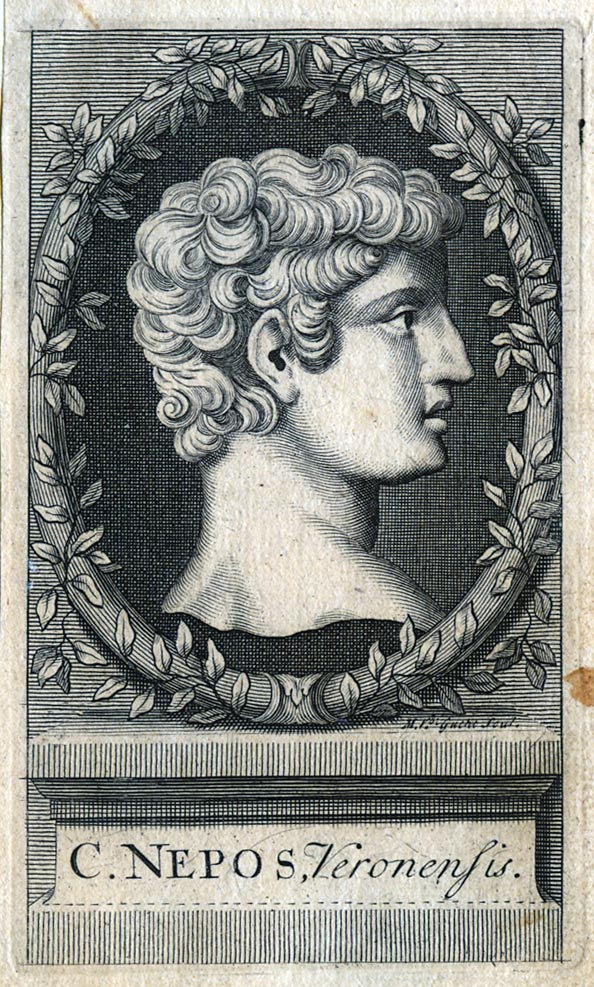

コルネリウス・ネポス（ラテン語: Cornelius Nepos、 紀元前100年頃 - 紀元前25年頃）は、共和政ローマの伝記作家。

## 生涯
ガイウス・プリニウス・セクンドゥス（大プリニウス）によれば、「パドゥス川（現在のポー川）のほとりに住む人」とされ、北イタリアのティキヌム（現在のパヴィア）あたりの出身と推定されている。一説では、現在のヴェローナの近くで属州ガリア・キサルピナのホスティリア（Hostilia）という村で生まれたともいう。生涯の大部分をローマで過ごし、政治には参加せずもっぱら文筆業に努めていたものと推測される。作家としては多産だったが、今日では『著名な人物について』（De viris illustribus, 紀元前35 - 34年）とごくわずかの断片が伝えられているのみである。富豪ティトゥス・ポンポニウス・アッティクスと親しく、マルクス・トゥッリウス・キケロや詩人のガイウス・ウァレリウス・カトゥルスとも親交があった。

## 著作
- 『著名な人物について』の中で残った『外国の名将たち』（De excellentibus ducibus exterarum gentium）
『英雄伝』と称する。平易なラテン語文のため、イギリスでは初心者の教育用として使われたが、資料をこなす力に乏しく、歴史書としては価値が低いと評される。地理学書や詩作を別として、その他に失われた作品として次のようなものが同時代者の証言から推測される。
  - 訳書『ネポス　英雄伝』 山下太郎・上村健二訳

「叢書アレクサンドリア図書館」国文社、1995年／講談社学術文庫、2024年
- 『年代記』（Chronica）：世界史の概略を語ったもの
- 『範例集』（Exempla）：著名人の言行、逸話を集めたもの
- 『カトー伝』『アッティクス伝』：『英雄伝』中の記述をさらに詳しくしたもの